# Долгоруков, Михаил Юрьевич
Князь Михаил Юрьевич Долгоруков (ок. 1631—1682) — стольник (1658), комнатный стольник (1661), наместник, дворецкий и боярин (1671). Рюрикович в XXIV колене, из княжеского рода Долгоруковы.
Единственный сын русского военачальника, боярина князя Юрия Алексеевича Долгорукова (ок. 1606—1682) и Елены Васильевны Морозовой (ок. 1610—1666).

## Биография
В 1658 году пожалован в царские стольники. При приёме грузинского царя Теймураза Давидовича, за столом Государя «пить наливал» (06 июля 1658). Благодаря военным заслугам своего отца, стал быстро подниматься по должностной лестнице. 17 марта 1661 года назначен царём Алексеем Михайловичем комнатным стольником. В 1670 году сопровождал своего отца, назначенного главнокомандующим царскими войсками при подавлении народного восстания под руководством Степана Тимофеевича Разина. На свадьбе Государя был в числе поезжан (22 января 1671). Пожалован из стольников прямо в бояре и дворецкие (07 февраля 1671). В это же время стал опекуном царевича Фёдора Алексеевича, который очень к нему привязался и полюбил его. Назначен судьёй в приказ Казанского дворца (03 июля 1672—1679).

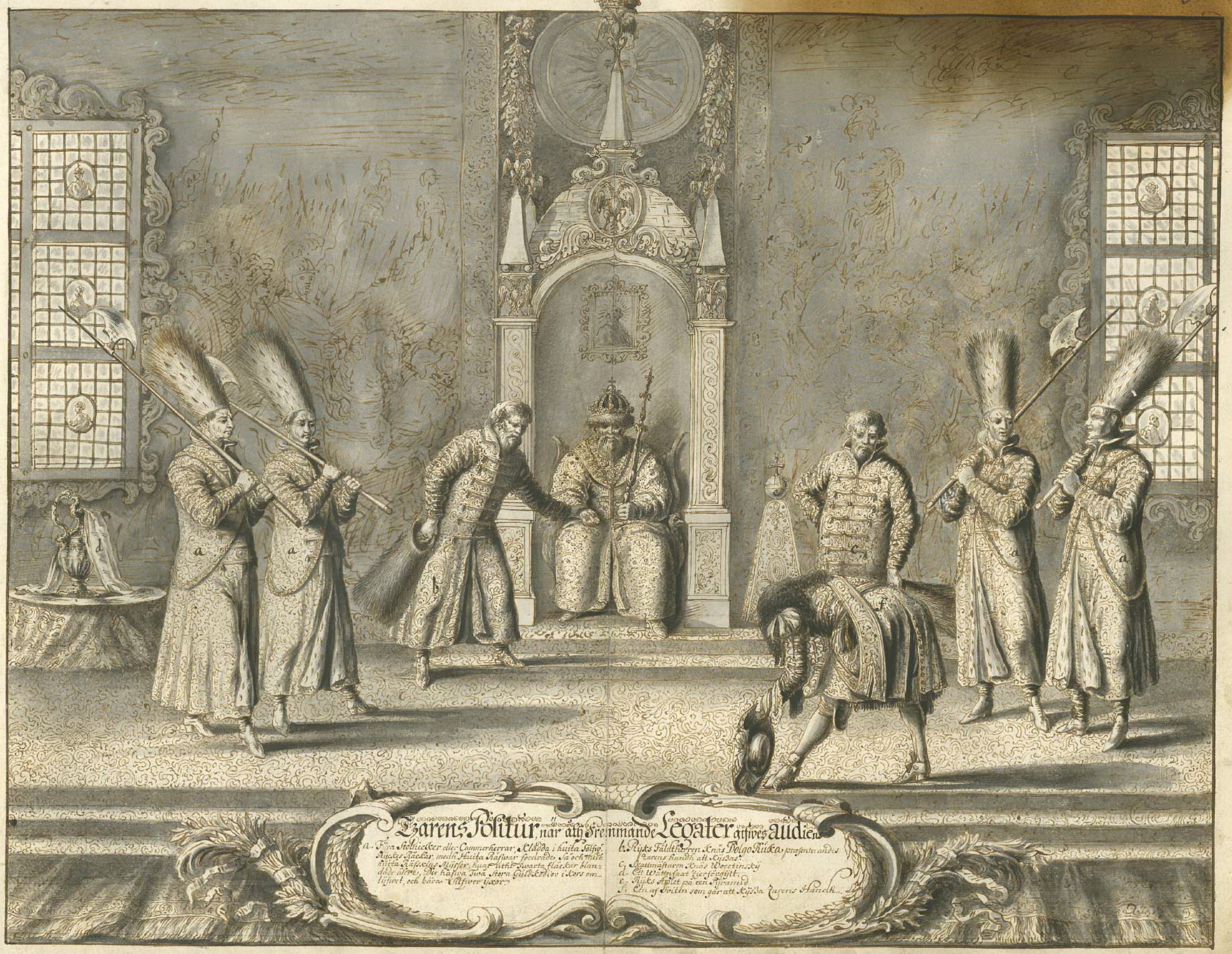
Ю. А. Долгоруков или его сын М. Ю. Долгоруков изображён слева от трона на аудиенции шведского посла Пальмквиста (1674)

В 1676 году после смерти царя Алексея Михайловича и вступления на царский престол его сына Фёдора Алексеевича (1676—1682), боярин князь Михаил Юрьевич получил новые должности и назначения при дворе. Назначен ближним боярином, наместником суздальским, участвует в переговорах с шведскими послами (01 апреля 1674). Заседал в Совете собранным Государём в селе Преображенском (18 ноября 1674). В приготовлениях к Крымскому походу назначен идти с Казанским разрядом в Большом полку (05 ноября 1678), и быть в Путивле (19 мая 1679), вместе с князем Михаилом Алегуковичем Черкасским, они уже достигли Киева, когда пришло известие, что нашествия крымцев не будет и войска вернулись в Москву (сентябрь 1679).
Назначен в Иноземный (1680—1681) и Разрядный приказы (1680—1682). Кроме того, назначен помощником к своему старому отцу, руководителю Хлебного, Смоленского и Стрелецкого приказов и фактически управлял этими приказами. Таким образом, к концу правления Фёдора Алексеевича в его руках сосредоточились почти все важнейшие рычаги государственного управления. Участвовал в Соборном заседание об отмене местничества, ему было приказано собрать и принести в заседание все разрядные книги (12 января 1682).

Часто приглашался к столу Государя и в поездках почти всегда находился в карете, вместе с ним, пользовался безграничной доверенностью царя.

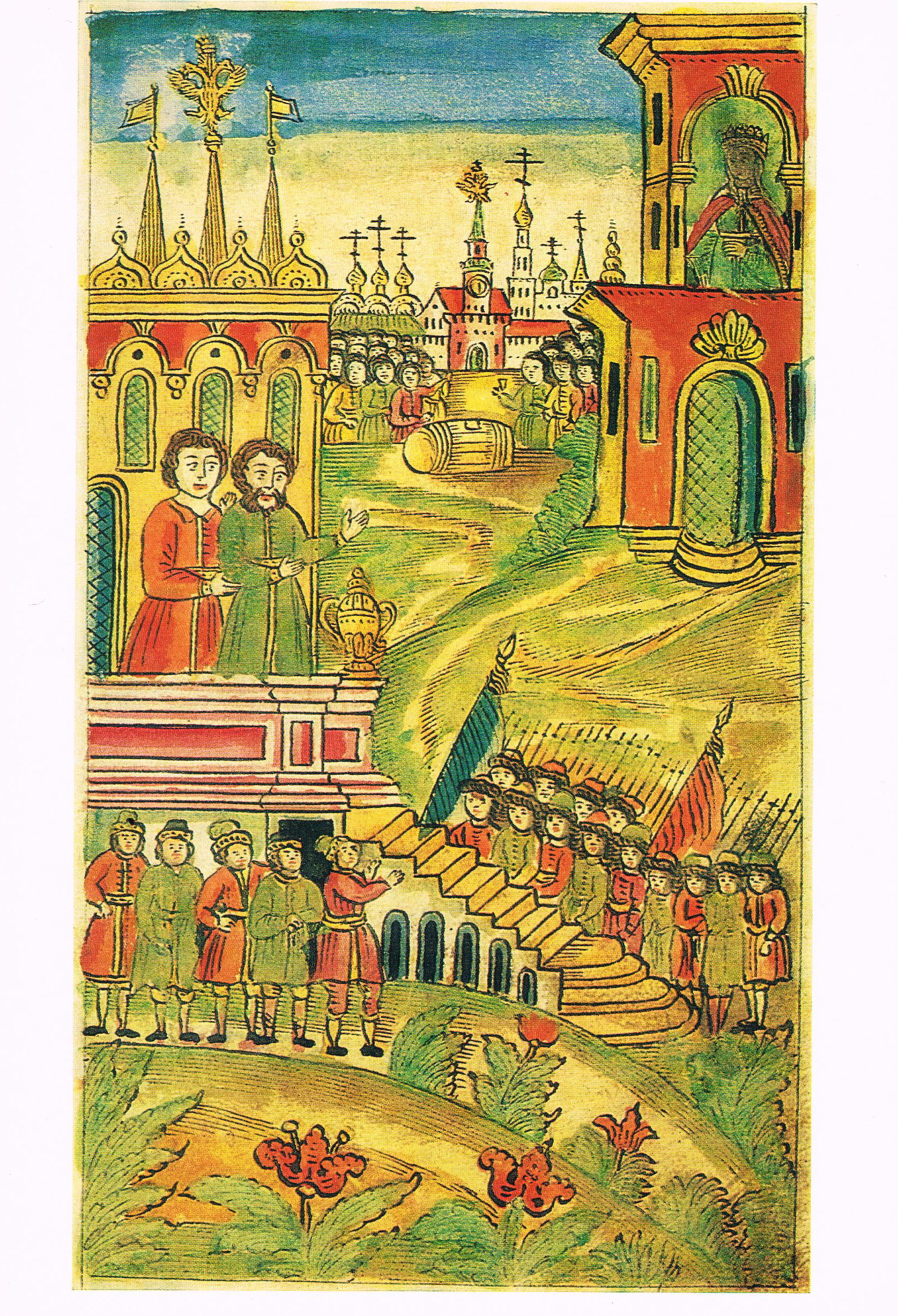
Восставшие стрельцы. Действие происходит в кремле — слева князь М. Долгорукий и боярин Артамон Матвеев убеждают стрельцов, ворвавшихся в Кремль, разойтись. Справа в тереме видна царевна Софья.

В апреле 1682 года после смерти царя Фёдора Алексеевича при дворе вспыхнула борьба за власть между двумя группировками. Партия Милославских, родственников первой жены царя Алексея Михайловича, требовала возвести на царский престол старшего из оставшихся в живых сыновей Алексея Михайловича — Ивана, который отличался плохим здоровьем и слабоумием. Партия Нарышкиных, родственников второй жены царя Алексея Михайловича, хотела передать царство десятилетнему Петру, сыну царя Алексея Михайловича от Натальи Кирилловны Нарышкиной.
Во время дворцовой борьбы боярин князь Михаил Юрьевич встал на сторону партии Нарышкиных и поддержал кандидатуру царевича Петра Алексеевича. Однако верховную власть захватила энергичная царевна Софья Алексеевна, родная сестра Ивана и сводная сестра Петра, поддержанная партией Милославских. 15 мая 1682 года в Москве вспыхнул стрелецкий бунт. Боярин князь Михаил Юрьевич, фактически руководивший Стрелецким приказом, не смог принять должные меры для усмирения восстания. Стрельцы, подстрекаемые агентами царевны Софьи, выступили против партии Нарышкиных. Распространились слухи о том, что Нарышкины умертвили царя Ивана Алексеевича. Вооруженные стрельцы заняли Кремль и расположились у Красного крыльца, потребовав смерти бояр, противников Софьи. Вдовствующая царица Наталья Кирилловна вывела царевичей Ивана и Петра и показала их стрельцам. Боярин князь Михаил Юрьевич вышел на крыльцо, откуда начал ругать стрельцов и требовать, чтобы они разошлись по казармам. Разгневанные стрельцы бросились на крыльцо, схватили Долгорукова и бросили его на копья и бердыши своих товарищей, которые его немедленно умертвили. Тогда же восставшие убили в своём доме отца Михаила, старого князя Юрия Алексеевича Долгорукова († 15 мая 1682).
Отец и сын, Юрий и Михаил Долгоруковы, похоронены в Богоявленском монастыре.

## Семья
Женат (с 11 июня 1661) на княжне Прасковье Васильевне Голицыной († после 1706), дочери князя Василия Андреевича Голицына и Татьяны Ивановны урождённой Стрешневой, дневала и ночевала при гробе царевны Татьяны Михайловны (09 и 24 сентября, 02 октября 1706), погребена с мужем в Богоявленском монастыре.
Дети:
- князь Иван Михайлович Долгоруков (1662—1685) — комнатный стольник царя Петра Алексеевича,
- князь Пётр Михайлович Долгоруков (ок. 1663—1708) — комнатный стольник Петра, убит в сражении со шведами.
- князь Владимир Михайлович Долгоруков (ок. 1665—1716) — комнатный стольник Петра,
- князь Василий Михайлович Долгоруков (ок. 1667—1724) — комнатный стольник царя Петра Алексеевича,
- княжна Евдокия Михайловна Долгорукова (ок. 1669—1742).

Все дети погребены в Богоявленском монастыре в Москве.

## Критика
В труде А. П. Барсукова: «Списки городовых воевод и других лиц воеводского управления Московского государства XVII столетия по напечатанным правительственным актам», вкралась значительная ошибка, почерпнутая им, из актов собрания С. Мельникова и заключается в том, что он князя Михаила Юрьевича показывает воеводой Казани (1687—1688), тогда, как он убит стрельцами († 1682).
Жена князя Михаила Юрьевича, по всем вотчинным актам, называется Федосьей Васильевной, а между тем в «Российской родословной книге» П. В. Долгорукова (Ч.1. стр. 89) и книге князя Н. Н. Голицына «Род князей Голицыных» (стр. 121) она названа — Прасковьей Васильевной.